# Mareson
Mareson è una frazione del comune italiano di Val di Zoldo, in provincia di Belluno.

## Geografia fisica
Si colloca verso la fine della Val Zoldana, su un pianoro posto tra la riva sinistra del Maè e le pendici meridionali del Pelmo.

## Storia
Secondo una tradizione, sul luogo si estendeva il Mar di Marason, un vasto lago formatosi dopo che una frana proveniente dal Pelmo ostruì il corso del Maè seppellendo l'antico villaggio di la Cros. Il bacino sarebbe poi gradualmente scomparso per l'accumulo dei detriti con la conseguente formazione del ripiano su cui sorse il paese. Questo racconto, in realtà, troverebbe conferma in due grandi scoscendimenti localizzati lungo le pendici sudoccidentali della montagna.
L'attuale insediamento, in ogni caso, dovrebbe risalire al XIV secolo.
Sino all'istituzione dei comuni a inizio Ottocento, Mareson fu sede di una regola, di cui è erede l'attuale Regola Grande di Mareson, istituita in tempi recenti.

## Monumenti e luoghi d'interesse

### Chiesa di San Valentino
Il 1º novembre 1482 Leonardo di Nicolò Mascagnino da Mareson presentò, a nome dei regolieri e con l'assenso del pievano di Zoldo, una richiesta al vescovo di Belluno Pietro Barozzi per la costruzione di un edificio di culto. La chiesa si poté dire terminata con la consacrazione del giugno del 1492.
Come si evince dai documenti antichi, l'edificio primitivo doveva essere molto simile alle altre chiese zoldane del periodo: soffitto a capriate, pavimento in somassa (impasto di malta e ghiaia), due ingressi; la sagrestia si trovava a est, mentre il campanile era posto a sud.
L'edificio risultava però troppo angusto e a partire dal 1626 cominciò il primo di una serie di ampliamenti che riguardò la zona del coro e la costruzione degli altari di Sant'Antonio e della Santa Croce. Nel secolo successivo i lavori continuavano: una data fondamentale è il 1731, quando Andrea Brustolon venne incaricato di realizzare il nuovo altare maggiore, completato l'anno dopo dalla pala di Girolamo Brusaferro. L'attuale campanile fu innalzato nel 1765.
Gli ultimi ampliamenti risalgono agli anni 1951-1952, con l'abbattimento dell'orchestra per far posto a una nuova campata verso la facciata. Negli ultimi anni l'edificio è stato sottoposto a importanti restauri. L'organo è un'opera di Mario Rizzardini (1998).
La parrocchia di Mareson fu istituita nel 1944.

### Calchera dei Biese
La calchèra era una sorta di piccola fornace usata in passato per la produzione di calce attraverso la cottura del calcare. L'esempio in questione, già proprietà della famiglia Filippi "Biese" e in uso sino alla seconda guerra mondiale, è stato ristrutturato di recente ed è accompagnato da un cartello esplicativo.